# Eriopygodes rufa
Eriopygodes rufa là một loài bướm đêm trong họ Noctuidae.